# Pearse Strait
Die Pearse Strait ist eine Wasserstraße in der Region Qikiqtaaluk in Nunavut, Kanada. Sie trennt die Île Vanier (im Norden) von Massey Island (im Süden). Im Westen mündet die Meerenge in den Byam-Martin-Kanal und im Osten in den Erskine Inlet.